# کابل نواری

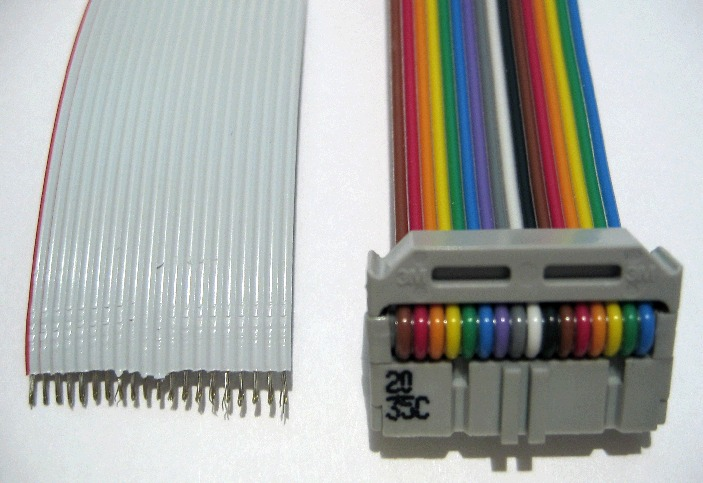
سمت چپ: کابل نواری خاکستری ۲۰-راهه با سیم علامت‌دار قرمز برای پین ۱، عایق تا حدی برداشته شده‌است. راست: نواری رنگین‌کمانی ۱۶-راهه با اتصال IDC.

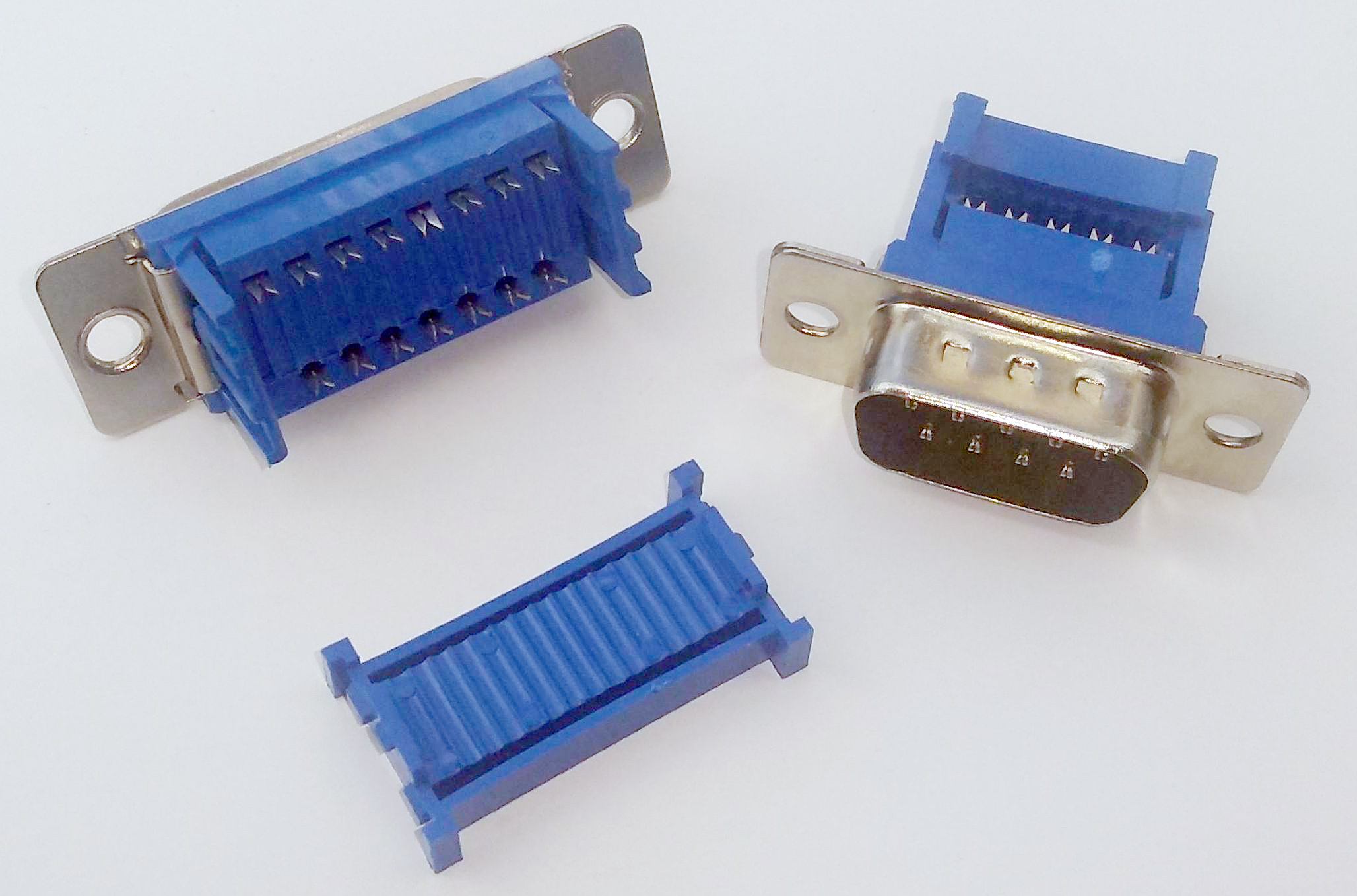
اتصالات IDC دی-ساب DE-9 (نری) و DA-15 (مادگی)

کابل نواری (همچنین به عنوان کابل مسطح چند-سیمه نیز شناخته می‌شود) یک کابل است که دارای سیم‌های رسانای متعددی است که به موازات یکدیگر در یک صفحه تخت قرار دارند. در نتیجه، کابل پهن و تخت است. نام آن از شباهت آن به یک تکه نوار گرفته شده‌است.
کابل‌های نواری معمولاً برای لوازم جانبی داخلی در رایانه‌ها مانند هارد دیسک‌ها، درایوهای سی‌دی و درایوهای فلاپی دیده می‌شوند. در برخی از سیستم‌های رایانه ای قدیمی (مانند بی‌بی‌سی میکرو و اپل ۲) نیز برای اتصالات خارجی استفاده می‌شد. شکل نوار-مانند در جریان هوا درداخل کیس برای خنک‌کاری رایانه ایجاد اختلال می‌کند و همچنین کارکردن کابل‌ها را ناخوشایند می‌کند، به ویژه هنگامی که تعداد زیادی از آنها وجود دارد. در نتیجه، کابل‌های گِرد تقریباً به‌طور کامل کابل‌های نواری را برای اتصالات خارجی جایگزین کرده‌اند و به‌طور فزاینده ای در داخل نیز مورد استفاده قرار می‌گیرند.

### امپدانس
برای کابل نواری با استفاده از سیم 26 AWG، فاصله ۰٫۰۵۰ اینچی و عایق PVC معمولی، امپدانس حاصل برای هر دو سیم مجاور داخل کابل ۱۱۰ تا ۱۳۰ اهم است. عدد دقیق آن به دلیل مواد چند درصد متفاوت خواهد بود. آگاهی از امپدانس یک گام در جهت درک و کنترل تداخل است که ممکن است توسط کابل‌های نواری ایجاد شود.